# Monumenta Nipponica
Monumenta Nipponica est une revue universitaire bisannuelle de japonologie. Fondée en 1938 elle est dirigée par des professeurs de l'université Sophia de Tokyo.

## Contenu
Chaque numéro contient trois ou quatre articles principaux de recherche et de dix à quinze critiques de livres récents dans les études japonaises, traitant de la société, la culture, l'histoire, la religion, la littérature, l'art, et l'anthropologie japonaises ainsi que de sujets connexes en japonologie et en études asiatiques.
Les anciens numéros de Monumenta Nipponica sont accessibles via JSTOR. À partir du volume 60 (2005), tous les numéros, y compris les plus récents, sont accessibles par le biais du project MUSE.

## Rédacteurs en chef
Depuis la création de Monumenta Nipponica, les rédacteurs en chef ont été :
- Vols. 1–6 (1938–1943)—J. B. Kraus (fondateur)
- Vols. 7–17 (1951–1962)—Wilhelm Schiffer
- Vol. 18 (1963)—Wilhelm Schiffer, Francis Mathy
- Vols. 19–23 (1964–1968)— Joseph Pittau
- Vols. 24–25 (1969–1970)—Edmund R. Skrzypczak
- Vols. 26–51 (1971–1996)— Michael Cooper
- Vol. 52 (1997)— Michael Cooper, Kate Wildman Nakai
- Vol. 53-65:1 (1998–2010)— Kate Wildman Nakai
- Vol. 65:2- (2010-présent)— Mark R. Mullins

## Source
« Japanese Bibliography, English-Language Journals », université Columbia, 2003 (consulté le 15 février 2009)